# ブラダーノ川
ブラダーノ川（イタリア語: Bradano）は、イタリア南部のバジリカータ州とプーリア州を流れる河川。
バジリカータ州ポテンツァ県のペゾーレ湖（フォレンツァやフィリアーノの近く）の源流から南東に流れ、モンテ・トッレッタ、アチェレンツァ、オッピド・ルカーノの付近を通過する。マテーラ県を経て右岸からアルヴォ川と合流した後、イルシーナ付近に至り、さらに左岸からバセンテッロ川を合わせる。それからまもなく、右岸からビリオーゾ川と合流する。その後、サン・ジュリアーノ湖に入り、湖の下流で左岸からグラヴィーナ川と合流する。モンテスカリオーゾの近くを南東に流れた後、ターラント県に入り、左岸からグラヴィナ・ディ・マテーラ川と合流する。最終的にはターラント県とマテーラ県の県境を流れた後、メタポント付近でターラント湾にそそぐ。
サン・ジュリアーノ湖一帯は2003年にラムサール条約に登録された。湖、水辺、岩の渓谷の3種類の生息地にはユーラシアカワウソや固有種の魚類のAlburnus albidus、Rutilus rubilioなどが生息している。